# Reverdy Johnson
Reverdy Johnson, né le 21 mai 1796 et mort le 10 février 1876, est un juriste et homme politique américain ayant été sénateur du Maryland à deux reprises, une première fois entre 1845 et 1849 sous l'étiquette whig et une seconde fois entre 1863 et 1868 pour le parti démocrate. Johnson occupa également le poste de procureur général des États-Unis de 1849 à 1850, année où il démissionna à la suite de la mort du président Taylor. Il a aussi été ambassadeur des États-Unis au Royaume-Uni de 1868 à 1869.

## Biographie
Reverdy Johnson est né le 21 mai 1796 à Annapolis dans le Maryland. En 1811, il sort diplômé du St John's College d'Annapolis puis, après avoir étudié le droit, il est admis au barreau en 1815 et commence à exercer à Upper Marlboro. Johnson devient, entre 1816 et 1817, le procureur général adjoint du Maryland avant de rentrer au Sénat du Maryland en 1821 et en reste membre durant 8 ans. Après son départ de la législature d'État Johnson est retourné à Baltimore pratiquer le droit.
Il s'engage dans la politique nationale en étant élu, sous l'étiquette du parti whig, au Sénat des États-Unis en 1845. Johnson démissionne de son poste de sénateur en 1849 afin d'être nommer procureur général des États-Unis par Zachary Taylor, une fonction qu'il ne conservera qu'un an puisqu'il démissionne après la mort de Taylor. Par la suite, il devient membre de la conférence de paix de 1861 visant à éviter la guerre de Sécession qui devenait de plus en plus inéluctable. Dans le même temps, Johnson avait été membre de la Chambre des délégués du Maryland, la chambre basse de l'Assemblée générale du Maryland, de 1860 à 1861. Ce dernier est réélu au Sénat des États-Unis où il siège en tant que de démocrate du 4 mars 1863 au 10 juillet 1868, date de sa démission. Avant de définitivement retourner à Baltimore pour retrouver son métier de juriste, Johnson est devenu de 1868 à 1869 ambassadeur des États-Unis au Royaume-Uni. Il meurt à Annapolis le 10 février 1876 et est enterré au Green Mount Cemetery de Baltimore.